# 西山拙斎
西山 拙斎（にしやま せっさい、享保20年8月17日（1735年10月3日） - 寛政11年11月5日（1799年12月1日））は、江戸時代の儒学者。浦上玉堂と同じ備中国鴨方藩（現在の岡山県浅口市）の文人。父は医師の恕玄。

## 経歴
16歳のときに大坂へ遊学に行き、医術は古林見宜に、儒学は岡白駒に学んだ。岡白駒没後、儒学は白駒の外孫の那波魯堂から学ぶようになり、那波魯堂の上京にも従った。後に那波魯堂は古文辞学から朱子学に転じ、拙斎もまた朱子学に転じた。
昌平坂学問所の儒官であった柴野栗山に朱子学を官学とするよう説得した。これが老中・松平定信による寛政異学の禁の遠因となったといわれる。
39歳のとき鴨方に欽塾を開き、子弟に朱子学を教えた。生涯仕官せず、諸侯の招聘を辞した。里謡に「鴨方に過ぎたるものが三つある。拙斎、索我、宮の石橋。」と謡われ、名声は大坂にも知れ渡った。
大正8年（1919年）、正五位を追贈された。